# Conférence de Dubaï de 2023 sur les changements climatiques
La conférence de Dubaï de 2023 sur les changements climatiques, ou COP28, est une conférence internationale de l'Organisation des Nations unies se déroulant du 30 novembre au 12 décembre 2023 à Dubaï aux Émirats arabes unis. Elle est la 28e conférence des parties (d'où son acronyme) et réunit les représentants des pays signataires de la convention-cadre des Nations unies sur les changements climatiques (CCNUCC). Elle constitue également la 18e réunion des parties au protocole de Kyoto (désignée CMP 18) et la cinquième réunion des parties à l'accord de Paris de 2015 (désignée CMA 5).
La conférence a été largement critiquée, tant en ce qui concerne le président du sommet que le choix des Émirats arabes unis comme pays hôte, compte tenu de son bilan environnemental douteux et opaque et de son rôle de grand producteur de combustibles fossiles. Le président du sommet, Sultan Al Jaber, est en effet le PDG de la compagnie pétrolière nationale d'Abou Dabi (ADNOC), ce qui suscite des inquiétudes quant aux conflits d'intérêts.
À quelques jours de la clôture de la COP, des documents divulgués semblaient montrer que les Émirats arabes unis prévoyaient d'utiliser la conférence pour conclure de nouveaux accords sur les combustibles fossiles avec d'autres pays, suscitant un tollé international. Mais le 13 décembre, Al-Jaber annonce qu’un accord de compromis final est conclu entre les pays concernés, l’accord « appelant » toutes les nations à « s’éloigner » des combustibles fossiles « d'une manière juste, ordonnée et équitable », afin d'éviter les pires conséquences du changement climatique, tout en « accélérant l'action au cours de cette décennie critique, afin d'atteindre la neutralité carbone d'ici 2050 conformément à la science ». Ce pacte mondial est le premier dans l'histoire des sommets de la COP à mentionner explicitement la nécessité de s'éloigner de tout type de combustibles fossiles, mais reçoit tout de même de nombreuses critiques en raison de la décision de ne pas inclure d'engagement clair à l'élimination ou à la réduction progressive des combustibles fossiles.

## Organisation

### Date et lieu
La COP28 devait initialement avoir lieu vers novembre 2022. En raison de la pandémie de Covid-19, la COP 26 de Glasgow (Écosse) est reportée de novembre 2020 à novembre 2021, et par voie de conséquence, la COP 27 de Charm el-Cheikh en Égypte reprogrammée en novembre 2022, et la COP28 en novembre 2023.
La COP28 se tient à Dubaï, première ville des Émirats arabes unis. Ce sera la troisième fois que les négociations annuelles se tiendront au Moyen-Orient, après le Qatar en 2012 et l’Égypte fin 2022, la troisième dans un État membre de l’Organisation des pays exportateurs de pétrole après le même Qatar ancien membre de l'OPEP et l'Indonésie en 2007.
Le site de l'exposition universelle de 2020 a été repris pour accueillir la COP.

### Présidence
Elle est présidée par Sultan Ahmed Al-Jaber, ministre de l’Industrie émirati et PDG de la compagnie nationale Abu Dhabi National Oil Company, ce qui est très mal perçu et indigne le réseau mondial de plus de 1 900 ONG environnementales Climate Action Network,.

### Réunions préparatoires

#### Sommet pour un nouveau pacte financier mondial (Paris, 22 et 23 juin 2023)
Une quarantaine de gouvernants se sont réunis à Paris les 22 et 23 juin 2023 pour tenter de dégager de nouvelles ressources au service de la lutte contre la pauvreté et contre le réchauffement climatique. Si le FMI a annoncé que l’objectif de réallouer l’équivalent de 100 milliards de dollars de droits de tirage spéciaux des pays riches vers les pays pauvres, sur les 1 650 milliards émis en 2023, avait été atteint, les ONG, plus prudentes, ont rappelé qu'en réalité il n’y a pas encore eu de décaissement des 100 milliards. Par ailleurs les débats  au sujet d’une taxe sur le commerce maritime, rejetés par les États-Unis et la Chine, n'ont pas abouti. Finalement, le nouveau pacte financier mondial reste un projet, même si une « Déclaration pour une vision commune des banques multilatérales de développement » a pu être définie,,.

#### Conférence technique sur le climat (Bonn, 5 au 15 juin 2023)
Les représentants de près de 200 pays se sont réunis à Bonn (Allemagne) du 5 au 15 juin, pour préparer la COP28. La question de la présidence de la COP par le président d’un groupe pétrolier, Sultan Al-Jaber, a d'abord été au cœur des débats. Plus de 130 parlementaires européens et membres du Congrès américain ont appelé, dans une lettre publiée le 23 mai 2023, à sa démission et à « limiter l’influence » de l’industrie fossile dans les discussions climatiques. Près de 2 000 ONG ont énoncé une requête similaire. Les débats ont également porté sur le choix des solutions, la place de la technologie, l’état des financements ou encore le format que prendra le bilan mondial. Concernant le financement climatique, les pays en développement demandent des gages et souhaitent savoir de quelle manière les déficits des trois dernières années seront comblés. Les pays du Nord et du Sud s’opposent toujours sur le périmètre du fonds (pour financer les coûts des catastrophes climatiques ou également des phénomènes lents ?), les sources de financement (dons, prêts, etc.), la liste des contributeurs (les pays développés au sens de la convention climat de 1992 ou les pays riches d’aujourd’hui) et les bénéficiaires (tous les pays en développement ou seulement les plus vulnérables ?).

#### Sommet africain sur le climat (Nairobi, 4-6 septembre 2023)
Le premier sommet africain sur le climat, pour lequel 30 000 personnes ont obtenu des accréditations, s'est tenu le du 4 au 6 septembre 2023 à Nairobi (Kenya). Il visait à faire du continent une puissance émergente en matière d’énergies renouvelables et à appeler à une aide financière internationale pour révéler son potentiel. Mais d’importants désaccords sont apparus. Les Comores, qui assurent pourtant la présidence tournante de l'Union africaine, ont demandé que le rôle des océans et de l’économie bleue figure dans le texte final. Le Botswana s’est plaint que la question de l’adaptation au changement climatique qui est « le sujet central » pour la survie de millions d’Africains ne soit pas posée de manière plus claire. L'Égypte a demandé que l’objectif de doublement des financements internationaux destinés à l’adaptation soit inscrit dans le texte. La ministre de l’environnement de l'Afrique du Sud, Barbara Creecy, a quant à elle déclaré que son pays ne soutiendrait pas « l’appel en faveur d’un nouveau régime fiscal mondial pour financer l’action climatique à grande échelle ». Le Nigeria a aussi émis des réserves similaires. La République du Congo a déploré l’absence de toute référence aux services écosystémiques rendus par les forêts du Bassin du Congo. La décision finale dite « Déclaration de Nairobi » a néanmoins été adoptée pour servir de base à la position commune de l’Afrique pour la COP28. Les dirigeants africains appellent notamment à l’accélération des initiatives en cours visant à réformer le système financier multilatéral et l’architecture financière mondiale, notamment l’Initiative de Bridgetown, l’Agenda Accra-Marrakech, la proposition de relance des ODD du Secrétaire général de l’ONU et le Sommet de Paris pour un nouveau Pacte de financement mondial.

#### Semaines régionales du climat
Quatre semaines régionales du climat sont organisées pour la première fois en 2023 par l'ONU pour chacun des blocs géographiques des Nations unies, :
| Bloc géographique               | Lieu        | Date                     | Pays d'accueil            | Commentaires |
| ------------------------------- | ----------- | ------------------------ | ------------------------- | --- |
| Afrique                         | Nairobi     | 4 au 9 septembre 2023    | Kenya                     | Parallèlement au Sommet africain sur le climat.                                                                                          |
| Moyen-Orient et Afrique du Nord | Riyad       | 8 au 12 octobre 2023     | Royaume d'Arabie saoudite | |
| Amérique latine et Caraïbes     | Panama City | du 23 au 27 octobre 2023 | Panama                    | Parallèlement à la XXIIIe réunion du Forum des ministres de l'environnement de l'Amérique latine et des Caraïbes (24 - 26 octobre 2023). |
| Asie-Pacifique                  | Johor       | 13 au 17 novembre 2023   | Malaisie                  | |

#### Sommet de l’ONU sur l’ambition climat (New York, 20 septembre 2023)
À l’initiative du Secrétaire-général de l’ONU et en application d'une décision de la COP27, un sommet de l’ONU sur l’ambition climat s'est tenu à New York le 20 septembre 2023 pendant la semaine climat en marge de la 78e Assemblée générale de l’ONU. Intervenant en amont de l’achèvement des travaux sur le bilan mondial, il a surtout pour objet  de créer une dynamique diplomatique forte et de donner une nouvelle impulsion politique en amont de la COP28 afin d’accélérer l’action climat par les États et les acteurs non-étatiques (villes, régions, provinces, secteur privé et société civile),.

#### Conférence du Fonds vert pour le climat (Bonn, 5 octobre 2023)
La conférence du Fonds vert pour le climat (GCF) pour acter formellement les engagements des États (en matière de leurs contributions pour la 2e période de reconstitution 2024-2027 s’est tenue à Bonn le 5 octobre 2023. Au total, 25 pays se sont engagés à fournir un total de 9,3 Md$ pour reconstituer le GCF sur la 2e période de reconstitution (2024-2027). Les trois principaux pays donateurs sont l'Allemagne, le Royaume-Uni et la France,.

#### Pré-COP (Abu Dhabi, 30-31 octobre 2023)
Afin de préparer la COP28, les ministres de l’environnement représentatifs des principaux groupes de négociation, le Secrétariat de la CCNUCC, les présidents des deux organes subsidiaires de la CCNUCC (SBSTA et SBI), ainsi que des représentants de la société civile (ONG…) se sont retrouvés les 30 et 31 octobre 2023 à Abu Dhabi pour une « pré-COP » qui devait permettre de faire le point sur les avancées possibles et les blocages à craindre lors de la conférence à venir. En marge de cette pré-COP, un rapport élaboré conjointement avec l'Agence internationale pour les énergies renouvelables et l'Alliance mondiale pour les énergies renouvelablesest publié. Il propose une feuille de route permettant d’atteindre les deux objectifs phare que la Présidence émiratie souhaite voir adopter lors de la COP28 : tripler la capacité installée de production d’énergies renouvelables d’ici 2030 et doubler le rythme d’amélioration moyen de l’efficacité énergétique dans tous les secteurs d’ici 2030 pour atteindre 4 %.

### Participants
Avec 80 000 participants inscrits, La COP28 est officiellement la plus grande COP organisée,.
Près de 23 500 personnes font partie des délégations nationales. Le Brésil, habitué aux délégations COP record, arrive en tête avec 1 336 délégués. Environ 620 délégués sont enregistrés pour Les Émirats arabes unis, 265 pour la France ou 158 pour les États-Unis.

### Manifestations
Différentes manifestations ont eu lieu, notamment le 9 décembre, au milieu des pavillons de la « zone bleue », un endroit sous contrôle de l'Organisation des Nations unies (ONU), avec des revendications typiques des actions climat, entre défense des droits humains et appels à mettre fin aux émissions de gaz à effet de serre. Même si le défilé n’a pas rassemblé autant de monde que lors des précédentes COP, puisque seules les personnes accréditées ont accès à cette zone, tous les continents étaient représentés, les jeunes Européens côtoyant des hommes et des femmes en tenues traditionnelles d’Amérique centrale. Le 11 décembre 2023, Licypriya Kangujam, une militante indienne pour le climat de 12 ans, est montée sur la scène principale de la conférence et a brandi une pancarte intitulée « Mettons fin aux combustibles fossiles. Sauvons notre planète et notre avenir. », et a prononcé un bref discours. Elle a été applaudie par le public et expulsée de la séance par le personnel de sécurité. Selon Kangujam, il lui a été interdit de participer à la COP28.

## Contexte et enjeux

### Les Émirats arabes unis, un pays vulnérable au changement climatique
Les Émirats arabes unis sont l’un des pays les plus vulnérables au changement climatique au monde, en raison de son climat très chaud et humide. La température moyenne annuelle moyenne de l’air de surface observée aux Émirats arabes unis a augmenté de 1,27 °C  entre 1991 et 2020. Sans réduction des émissions, la température humide dans la région devraient dépasser 35 °C, limite supérieure théorique de la capacité de survie en tenant compte de l’adaptation physiologique et comportementale pendant une période prolongée, d’ici les années 2070. La mer Rouge et le golfe Persique sont les régions avec le plus grand nombre d’événements extrêmes de chaleur et d’humidité dans le monde. Des études ont démontré des observations géographiquement limitées atteignant déjà, et même dépassant brièvement, le seuil de 35 °C dans le golfe Persique, avec une observation de 34,6 °C en juillet 2015 et une de 35,4 °C en 2016,. L'élévation du niveau de la mer, liée au changement climatique, pourrait affecter ses infrastructures critiques, telles que les centrales de dessalement et les centrales électriques, ainsi que les habitats situés dans les zones côtières faisant face au golfe Persique ou au golfe d'Oman. On s’attend également à ce que le changement climatique affecte divers aspects du secteur agricole aux Émirats arabes unis.
Selon la Coalition pour le climat et l'air pur (Climate & Clean Air Coalition), les Émirats arabes unis s’efforcent de réduire les émissions de plusieurs façons dans différents secteurs de leur économie. Les mesures comprennent la promotion de l’agriculture biologique et hydroponique, la construction de l'Etihad Rail, la réduction des déchets (en particulier le gaspillage alimentaire) et la promotion d’une économie plus circulaire. Les Émirats arabes unis sont le premier pays de la région à signer l’Accord de Paris sur le climat le 21 septembre 2016. Le pays a en particulier investi 50 milliards de dollars dans les énergies propres à l’échelle internationale et a promis 50 milliards de dollars supplémentaires d’ici 2030,. Ils se sont engagés à réduire leurs émissions de carbone à zéro d’ici 2050, devenant ainsi le premier gouvernement du Moyen-Orient à prendre un tel engagement. En novembre 2022, les Émirats arabes unis ont en outre accepté de s’associer aux États-Unis pour investir 100 milliards de dollars supplémentaires dans les énergies propres.
Mais pour les défenseurs de l'environnement, la désignation du PDG d'un géant pétrolier émirati comme président de la COP28 est scandaleuse. La place du pays comme sixième plus gros émetteurs de CO2 par habitant de la planète, avec 22 tonnes par an et par personne – se plaçant juste derrière le Qatar, le Koweït et Brunei selon le Global Carbon Project –, inquiète et ce malgré les tentatives depuis plusieurs années de se défaire de son image de gros pollueur. Un paradoxe, comme le souligne le Wall Street Journal en juin 2022, car Sultan al-Jaber a aussi fondé en 2006 Masdar, une entreprise spécialisée dans les énergies renouvelables, et est à l'initiative, notamment, de Masdar City, une zone urbaine verte située à Abu Dhabi. Une ville qui accueille, par ailleurs, depuis quelques années le siège de l'Agence internationale pour les énergies renouvelables (Irena).

### Situation du climat en 2023
Les niveaux des trois principaux gaz à effet de serre ont continué d’augmenter en 2023. Les niveaux de dioxyde de carbone sont supérieurs de 50 % à leurs niveaux de l'époque préindustrielle, ceux de méthane de 164 % et ceux de N2O de 24 %, ce qui a pour effet de piéger la chaleur dans l’atmosphère. Le taux d’élévation du niveau de la mer entre 2013 et 2022 estainsi plus de deux fois supérieur à celui de la première décennie d’observation par satellite (1993-2002) et la banquise antarctique enregistre un minimum record. Par ailleurs des phénomènes météorologiques et climatiques extrêmes se multiplient[réf. nécessaire].

### Enjeux globaux

#### Atténuation
La planète est sur une trajectoire de 2,5 °C à 2,9 °C alors que l'accord de Paris prévoyait moins de 2 °C et si possible 1,5 °C. Pour espérer limiter le réchauffement à 1,5 °C, les scientifiques et l’Agence internationale de l'énergie appellent à réduire drastiquement la production et la consommation d’hydrocarbures. Contrairement à ces recommandations, les Émirats arabes unis prévoient d’augmenter leur production.

#### Adaptation
Le volet de l'adaptation au changement climatique est un des enjeux de la conférence. Plutôt que d’augmenter, les montants destinés à l'adaptation ont reculé de 15 % en 2021 sur un an pour atteindre de dollars, selon le rapport du Programme des Nations unies pour l'environnement (PNUE) sur l’adaptation publié en novembre 2023. Le déficit de financement de l'adaptation est maintenant estimé à 194-366 milliards de dollars par an.

#### Financements pour le climat: 100 milliards par an non atteints, besoins évalués entre1 400et2 800 milliardspar an
L’accord de la conférence de 2009 à Copenhague prévoyait un financement annuel de 100 milliards promis par les pays développés à partir de 2020 pour accompagner le développement et la transition écologique des pays du Sud. L'Oxfam, une confédération d'une vingtaine d'organisations caritatives indépendantes, produit périodiquement un rapport sur le respect de cet engagement. Dans le rapport de 2023, cet engagement n’a pas été atteint. D’après les pratiques de comptabilisation et de reporting actuelles appliquées par les pays contributeurs au financement climat, le montant total du financement climat s’est élevé à 83,3 milliards de dollars en 2020, soit près de 17 milliards de moins que prévu. Bien qu’il s’agisse d’une somme considérable, elle reste nettement inférieure à l’engagement pris en 2009. En outre, elle s’appuie sur des pratiques de comptabilisation qui ne reflètent pas le niveau réel de soutien fourni. Oxfam estime en effet qu’en 2020, la valeur réelle du soutien financier destiné à l’action climatique n’était que de 21 à 24,5 milliards de dollars, soit beaucoup moins que ne le suggèrent les chiffres officiels. D’autant que ce chiffre est désormais considéré comme purement symbolique au regard des montants en réalité nécessaires, chiffrés à 2400 milliards par an d’ici à 2030 pour les pays du Sud par l’économiste Nicholas Stern, et entre 1400 et 2800 milliards par an par le GIEC dans les scénarios de réchauffement de 2 °C, principalement pour la transition énergétique.

#### Pertes et préjudices
La question des pertes et préjudices fait référence aux impacts irréversibles liés au changement climatique, c’est-à-dire ceux qui sont déjà réels et ceux qui ne pourront pas être évités, même en parvenant à réduire à zéro les émissions mondiales de gaz à effet de serre et en investissant massivement dans des projets d’adaptation au changement climatique. Un renforcement et une meilleure coordination des actions relatives aux pertes et préjudices est essentielle.

## Bilan mondial et engagements sur les énergies

### Bilan mondial

Baisse des émissions de GES nécessaires pour les objectifs de et.

L'Accord de Paris, qui pose depuis 2015 les bases des négociations climatiques, prévoit de faire, à partir de 2023 puis tous les cinq ans, le bilan mondial (Global Stocktake) des efforts accomplis depuis pour réduire les émissions de gaz à effet de serre. Un rapport technique de synthèse est publié par l'ONU en septembre 2023 et sert de base aux négociations. Ce rapport constate d’importants progrès, mais déplore que beaucoup d'efforts restent encore à accomplir.
Les hausses de températures mondiales prévisibles pour la fin du siècle sont bien en net recul, mais limiter le réchauffement de la planète à 1,5 °C (probabilité >50 %) avec un dépassement limité ou nul implique une réduction d'environ 43, 60 et 84 % des émissions mondiales de GES par rapport au niveau de 2019 d'ici 2030, 2035 et 2050 respectivement, comme l'a évalué le GIEC dans son sixième rapport. L'écart entre les contributions des États et le quota d'émissions compatible avec une limitation du réchauffement à 1,5 °C en 2030 s'établirait ainsi entre 20,3 et 23,9 gigatonnes de CO2,.
Concernant l'adaptation, le rapport constate que, collectivement, les plans et les engagements en matière de mesures et de soutien sont de plus en plus ambitieux, mais la plupart des efforts d'adaptation observés sont fragmentés, progressifs, sectoriels et inégalement répartis entre les régions. Le rapport préconise que les parties et les acteurs non parties mettent en place des réformes durables et à long terme qui intègrent les risques liés au changement climatique dans tous les aspects de la planification, de la prise de décision et de la mise en œuvre.

### Paragraphe 28 de la décision finale
Le paragraphe 28 de la décision sur le bilan mondial est relatif aux recommandations aux différentes parties signataires concernant les énergies pour atteindre l'objectif de 1,5 °C. Le paragraphe est introduit par « calls on » qui est, dans le jargon de la CCNUCC, une invitation ou une demande. Selon Carbon Brief, il s’agit du terme le plus faible pour ce genre de disposition juridique des décisions de l’ONU, bien loin de l’obligation. Il comprend huit types d’efforts de réduction des énergies fossiles, apparemment classées par ordre de priorité décroissante :
1. tripler la capacité de production des énergies renouvelables au niveau mondial et doubler le taux annuel moyen mondial d’amélioration de l’efficacité énergétique d’ici à 2030,
2. accélérer les efforts en vue de l’élimination progressive [phase down] de l’électricité produite à partir du charbon sans captage et stockage de CO2[Note 6] [unabated coal],
3. accélérer les efforts à l’échelle mondiale pour mettre en place des systèmes énergétiques à zéro émission nette, en utilisant des combustibles à zéro teneur en carbone ou à faible teneur en carbone bien avant 2050 ou vers cette date,
4. assurer une transition pour s’éloigner [transitioning away from] des combustibles fossiles dans les systèmes énergétiques [uniquement dans le secteur de la production/transformation d’énergie, mais pas dans le secteur industriel], d’une manière juste, ordonnée et équitable, en accélérant l’action dans les pays en voie de développement au cours de cette décennie critique, de manière à atteindre l’objectif de zéro émission nette d’ici 2050, conformément aux connaissances scientifiques,
5. accélérer les technologies à zéro émission nette à faibles émissions, y compris, entre autres, les énergies renouvelables, le nucléaire, les technologies de réduction et d’élimination telles que le captage et le stockage du CO2, en particulier dans les secteurs où il est difficile de réduire les émissions, et la production d’hydrogène à faible teneur en carbone,
6. accélérer la réduction des émissions de GES hors CO2, en particulier les émissions de méthane, d’ici 2030,
7. accélérer la réduction des émissions provenant des transports routiers par différentes approches, y compris par le développement d’infrastructures et le déploiement rapide de véhicules à zéro émission nulle ou à faibles émissions,
8. éliminer progressivement, et le plus rapidement possible, les subventions inefficaces aux combustibles fossiles qui ne permettent pas de lutter contre la pauvreté énergétique ou d’assurer des transitions équitables.

### Sortie des énergies fossiles

#### Le mot «fossile» absent des conclusions de toutes les COP antérieures à la COP28
L'atténuation du changement climatique, qui regroupe les actions visant à atténuer l'ampleur du réchauffement mondial d'origine humaine, passe par la décarbonation de tous les secteurs de l’économie des pays, à savoir la réduction progressive de la consommation d'énergies primaires émettrices de gaz à effet de serre (dioxyde de carbone et méthane, principalement), c'est-à-dire de combustibles fossiles (charbon, pétrole et gaz naturel), à l’origine de 80 % des émissions de gaz à effet de serre. Mais qui dit réduction de la consommation dit aussi réduction de la production, à savoir la sortie des énergies fossiles, or si cette question est sous-jacente aux discussions de toutes les COP, le mot « fossile » n’apparaît dans aucune décision adoptée à l’issue des COP jusqu’en 2021. Il ne figure pas non plus dans le protocole de Kyoto de 1997, ni dans l’accord de Paris de 2015, les deux jalons de la diplomatie climatique. L’année 2021 marque un tournant avec la COP26 qui s’est tenue à Glasgow. La décision finale mentionne « la réduction » de l’usage du seul charbon, mais aussi « l’élimination progressive des subventions aux combustibles fossiles inefficaces ». Pour la première fois une source d’énergie est directement visée. Un an plus tard, lors de la COP27 en Égypte, une coalition de 80 pays pousse pour remettre le sujet sur la table. Mais l’option d’envisager la baisse de l’usage de tous les fossiles n’a figuré dans aucun des textes soumis à discussion pendant la COP.
Avec son organisation dans un pays pétrolier, la COP28 s’imposait comme la COP de la réduction et sortie des énergies fossiles. Mais les positions de certains grands pays sont mitigées. Le 12 décembre 2023, la coalition la plus ambitieuse pour une sortie, la Beyond Oil & Gas Alliance (BOGA), créée lors de la COP26 et qui réunit une vingtaine de membres dont la France et le Danemark, accueille quatre nouveaux pays : le Kenya, la Colombie, les Samoa et l’Espagne. Les États-Unis, qui ont réintégré en 2021, l’accord de Paris sur le climat, quatre ans après en être sortis sous la présidence de Donald Trump, s’affichent aussi dans le camp des ambitieux en matière de politique climatique. Ainsi John Kerry défend une sortie des fossiles, mais sous conditions, utilisant même le terme de « phase out » (sortie) revendiqué par les défenseurs de la cause climatique. La Chine, qui a lancé en novembre 2023 un groupe de travail commun sur le climat avec les États-Unis et envoyant ainsi un signal fort ne s'oppose pas frontalement, lors des négociations, à une sortie progressive des fossiles tout en étant très attentive à ce que chaque pays ait une grande liberté sur le rythme. Elle estime notamment que les pays les plus riches, responsables historiques du changement climatique, doivent faire le plus gros effort.

#### Initiative pour un traité de non-prolifération des énergies fossiles
Pour contrer cette absence de sortie des énergies fossiles dans les conclusions des COP, l’idée d’un traité de non-prolifération des énergies fossiles avait été lancée en 2020. Un tel traité viserait à arrêter l’expansion du charbon, du pétrole et du gaz, puis à réduire progressivement la production existante de manière équitable. Lors de la COP27 en 2022, ce projet de traité est soutenu par le Vanuatu, Tuvalu, mais aussi le Vatican, l'Organisation mondiale de la santé, plus de 70 villes (dont Paris et Londres), 100 Prix Nobel, 3 000 scientifiques et 1 800 organisations de la société civile. Le Parlement européen a aussi voté, en octobre 2022, une résolution appelant à l’élaboration d’un tel traité, et la Nouvelle-Zélande et le Timor oriental l’ont soutenu publiquement. Lors de la COP28, dix petits États insulaires et la Colombie s'engagent à promouvoir ce traité. La Colombie, qui produit quelque 800 000 barils de brut par jour et 85 millions de tonnes de charbon par an, fait figure de géant dans cette coalition où l’on trouve des États comme les Samoa, les Palaos, les Fidji, Antigua-et-Barbuda et le Timor oriental, et envoie un signal fort, même si cette décision ne fait pas l’unanimité dans le pays.

#### Un compromis de sortie: transition hors («transition away») des énergies fossiles
À quelques jours de la fin de la COP, plusieurs options étaient encore envisageables : une « sortie juste et ordonnée des énergies fossiles », la solution la plus ambitieuse qui ne précisait pas de date et permettait aux pays de s’engager en fonction de leur contexte économique ; « une accélération vers la sortie des fossiles sans captage de carbone et une réduction rapide de leur usage », ce qui laissait une large place aux solutions technologiques encore en développement ; pas de texte d’accord, ce qui aurait signifié un échec total sur cette question. Avec un jour de retard, un accord de compromis est trouvé le 13 décembre, qui ne mentionne pas la sortie progressive (« phase out »), mais la transition hors (« transition away ») des énergies fossiles,. Selon les comptages réalisés au sein de l'Union européenne, environ 130 des 195 parties étaient pour un langage plus dur, c’est-à-dire une sortie des énergies fossiles à terme. Mais l'opposition des pays pétroliers, l’attitude « constructive », mais aussi très réaliste des États-Unis et de la Chine ont obligé à trouver une voie de compromis.
Avec une telle formulation, le texte ne marque pas encore la fin de l’ère des énergies fossiles, mais ouvre au contraire la voie à une exploitation prolongée du gaz, puisque le texte final « reconnaît que les carburants de transition peuvent jouer un rôle en facilitant la transition énergétique tout en assurant la sécurité énergétique » (paragraphe 29 sur les combustibles de transition de la décision finale), une phrase codée envoyée aux Russes, mais aussi aux Américains qui produisent de plus en plus de gaz par fracturation hydraulique.

### Énergies renouvelables: tripler la capacité mondiale d'ici à 2030
Dans sa lettre aux parties envoyée en octobre 2023, le président Al-Jaber appelle à tripler la capacité mondiale des énergies renouvelables d’ici à 2030, parmi d’autres mesures d’un « paquet énergie ». Cet objectif correspond en fait aux vœux l’Agence internationale de l'énergie (AIE) émis dès 2021 puis renouvelés en 2023. Le solaire et l’éolien représenteraient la très grande majorité de ce déploiement. Un rapport du think tank environnemental Ember, publié en novembre 2023, estime que cet objectif de triplement est à portée de main, à condition que les États rehaussent leurs ambitions. L’organisation a passé en revue les cibles nationales fixées par cinquante-sept pays ainsi que celle de l'Union européenne, qui représentent collectivement 93 % des capacités de renouvelables. Selon ces plans, les gouvernements prévoient, en 2023, un doublement des capacités pour passer de 3 400 GW en 2022 à 7 300 GW en 2030. Mais le triplement, permettant d’atteindre environ 11 000 GW, n’est pas pour autant hors d’atteinte. Le texte final adopté le 13 décembre confirme cet objectif. Les 197 États -et l’Union européenne- signataires doivent tripler les capacités d’énergies renouvelables dans le monde d’ici à 2030 tout en doublant en parallèle (de 2 % à 4 %) le rythme annuel de progression de l’efficacité énergétique. Concrètement, ces derniers doivent travailler ensemble en vue de porter les capacités mondiales d’énergies renouvelables (éolien, solaire, hydroélectricité…) à 11 000 gigawatts (GW) dans six ans, contre environ 3 400 GW en 2022.

### Énergie nucléaire: tripler la production d'ici à 2050
Une coalition de 22 pays adopte le 2 décembre 2023 une résolution visant à multiplier par trois les capacités de production nucléaire en 2050. Les pays signataire sont les États-Unis, la France, les Émirats arabes unis, la Belgique, la Bulgarie, le Canada, la Finlande, le Ghana, la Hongrie, le Japon, la Corée du Sud, la Moldavie, la Mongolie, le Maroc, les Pays-Bas, la Pologne, la Roumanie, la Slovaquie, la Slovénie, la Suède, l’Ukraine, la République tchèque et le Royaume-Uni. La Chine et la Russie ne font pas partie des signataires. Outre les réacteurs nucléaires de grande taille, ces pays envisagent également la construction de petits réacteurs modulaires « et d'autres réacteurs avancés », afin de répondre aux besoins en électricité des industriels, de la production de carburants de synthèse et de la fabrication d'hydrogène. Ils prévoient par ailleurs de prolonger la durée de vie des centrales en activité. Les pays signataires appellent également les actionnaires des institutions financières internationales, comme la Banque mondiale, à inclure le nucléaire dans leurs financements. Dans le cadre d'un sommet consacré à ce sujet, au mois de mars 2024, la Belgique rassemblera les États signataires, l'Agence internationale de l'énergie atomique (AIEA), les investisseurs et les régulateurs du secteur « pour organiser une stratégie cohérente ». Les associations environnementales sont toutefois sceptiques face à cette résolution, en raison notamment des délais relatifs à la construction de telles infrastructures, bien plus longs que la durée nécessaire au développement des énergies renouvelables et peu compatibles avec l'urgence climatique,,,.

### Captage, stockage et réutilisation du carbone
Les technologies de captage et de stockage du carbone (CSC) sont un des volets de la décision finale. L’idée de capter les émissions à la sortie des centrales électriques ou sites industriels est fortement poussée par l'industrie pétrogazière et les principaux pays producteurs, mais les émissions captées ne seraient pas à la hauteur des objectifs de réduction des GES.
Le gouvernement français a fait le choix de ces technologies en lançant, en juin 2023, une consultation sur la stratégie nationale de capture, stockage et utilisation du carbone (CCUS), qui vise à accompagner les industriels les plus émetteurs dans leur effort de décarbonation, en sus de l'électrification et du déploiement de l'hydrogène vert. La stratégie fixe une trajectoire de déploiement du CCUS, en donnant la priorité aux grands ports industriels lors d'une première phase (2026-2030) : Dunkerque, Le Havre et Fos-sur-Mer. L'idée est de pouvoir mutualiser l'investissement dans les grandes zones industrielles et de favoriser, dans un premier temps, les sites qui peuvent évacuer le CO2 par voie maritime vers des lieux de stockage à l'étranger (en mer du Nord - Norvège, Pays-Bas - ou en Méditerranée - Italie), en attendant de développer des sites nationaux de stockage. Mais, sollicité par la Première ministre sur le sujet, le Haut Conseil pour le climat (HCC) a rendu en novembre 2023 un avis mitigé. En effet, si son étude confirme que ces technologies pourront constituer des leviers intéressants dans la Stratégie nationale bas carbone (SNBC) de la France à l'horizon 2050, elle alerte sur des projections à plus court terme, qui seraient, quant à elles, largement prématurées.

## Financements pour le climat

### Adaptation et financement pour le climat

#### Financement de l'adaptation trop faible, malgré les 3 milliards de dollars promis par les États-Unis
Créé lors de la Conférence de Cancún de 2010 sur le climat (COP16) et officiellement lancé en 2011 lors de la COP17, le Fonds vert pour le climat vise à transférer des fonds des pays les plus avancés à destination des pays les plus vulnérables pour mettre en place des projets combattant les effets des changements climatiques ou d'adaptation au changement climatique. Selon le fonds, plus de 4 milliards de dollars ont été déboursés à la date de la COP28 et 13,5 milliards engagés. Mais ses ambitions sont plus grandes : il veut relancer son capital, actuellement de 17 milliards de dollars, pour le porter à 50 milliards d’ici à 2030. Dans le cadre de la COP28, six pays s'engagent à verser de nouveaux fonds lors de la COP 28, le total des promesses atteignant le chiffre record de 12,8 milliards de dollars de la part de 31 pays. La vice-présidente des États-Unis, Kamala Harris, annonce le 6 décembre 2023 une contribution de 3 milliards de dollars (2,75 milliards d’euros) à ce fonds, rattrapant des années de non-contribution de la part du pays le plus riche du monde. La dernière annonce de contribution des États-Unis datait de Barack Obama, en 2014 (pour 3 milliards de dollars), alors que de nombreux autres pays ont renouvelé leurs contributions entre-temps. Cette contribution est toutefois à relativiser en regard du déficit actuel de financement de l'adaptation est maintenant estimé en 2023 à 194-366 milliards de dollars par an par le Programme des Nations unies pour l'environnement.

#### Spécificité de l'Afrique non prise en compte
L’accord final ouvre la voie à une « transition hors des énergies fossiles » sans toutefois mentionner l’impact disproportionné pour l'Afrique. En 2022, l'Afrique n’a reçu que 15 à 30 % des capitaux nécessaires pour couvrir ses besoins en matière d’adaptation, selon la Banque africaine de développement (BAD), or le coût de l’adaptation des pays africains au changement climatique ne cesse de croître au fur et à mesure que se multiplient les événements extrêmes, à l’image des inondations qui ont endeuillé en novembre 2023 la Corne de l'Afrique après qu’elle a subi en avril la sécheresse la plus sévère depuis quarante ans,. Le communiqué final mentionne bien la nécessité d’une évaluation des risques et des impacts, l’introduction de systèmes d’alertes pour anticiper les événements climatiques extrêmes, l’élaboration de plans nationaux d’adaptation d’ici à 2030, mais sans cibler l’Afrique ni donner une information sur les moyens financiers à mettre en œuvre.

### Pertes et dommages: une avancée majeure avec la concrétisation d’un fonds spécial
Après l’annonce lors de la COP27 à Charm el-Cheikh en 2022 de la décision de créer un fonds pour les pertes et dommages, réclamé depuis trente ans par les pays en développement, un comité transitionnel, composé de représentants de pays du Sud et du Nord, a travaillé à sa concrétisation en 2023. Les pays en développement ont notamment accepté que le fonds ne soit pas indépendant, mais hébergé pendant quatre ans par la Banque mondiale, et que la contribution des pays riches se fasse sur une base volontaire. C’est finalement en ouverture de la COP 28 que la concrétisation de ce fonds de compensation des pertes et dommages climatiques dans les pays vulnérables est officiellement annoncée. Les conditions de cet accord sont toutefois loin d’avoir pleinement satisfait les pays vulnérables et les organisations de la société civile. Le cadre ne prévoit en effet aucune cible précise concernant le financement, ni aucune obligation vis-à-vis des pays développés. L'Union européenne a annoncé une contribution de 225 millions d’euros (dont 100 millions de la part de l'Allemagne), les Émirats arabes unis ont promis 100 millions, le Royaume-Uni 50,5 millions, les États-Unis 17,5 millions d’euros et le Japon 10 millions. Au total les fonds promis s'élèvent à 700 millions de dollars.

## Autres engagements

### Agriculture et alimentation
Longtemps négligé des négociations climatiques, le poids des systèmes agricoles et alimentaires dans la crise, et les enjeux cruciaux qu’implique leur adaptation, s’imposent de plus en plus dans les discussions. La déclaration officielle « on sustainable agriculture, resilient food systems, and climate action » est signée le 10 décembre 2023 par 152 pays (sur les 197) qui s'engagent à inclure l’agriculture et l’alimentation dans leurs plans climat d’ici 2025. Sur les 83 milliards de dollars d’engagement total obtenus lors de cette COP, 1,3 concernent les systèmes agricoles et alimentaires, un effort significatif, mais encore insuffisant (1,5 %).
Parallèlement l'Organisation des Nations unies pour l'alimentation et l'agriculture (FAO) présente le même jour une feuille de route d’actions à entreprendre pour répondre à la lutte contre la faim dans le monde tout en limitant le réchauffement climatique, deux objectifs parfois présentés comme antagonistes. Plus de 9 % de la population mondiale souffre en effet de faim chronique et un tiers se trouve en précarité alimentaire modérée ou sévère. L'agriculture est par ailleurs fortement affectée par le réchauffement climatique, qui menace la pérennité des cultures, tout en étant un des contributeurs majeurs au dérèglement du climat, représentant un tiers des émissions de gaz à effet de serre d’origine humaine,. La démarche comprend l’élaboration de plans d’actions nationaux, qui seront exposés lors de la COP30, au Brésil. Des objectifs chiffrés sont précisés, avec des jalons intermédiaires conduisant jusqu’en 2050. Sur le plan de la sécurité alimentaire, d’ici deux ans, le nombre de personnes souffrant de faim chronique devra avoir diminué de 150 millions – selon l’ONU, environ 735 millions de personnes étaient dans cette situation en 2022 –, l’objectif étant que plus personne ne soit dans ce cas en 2030. L’effort à fournir est considérable : dans leur dernière évaluation, publiée en juillet, les agences des Nations unies anticipaient qu’en 2030, 600 millions de personnes souffriraient toujours de la faim. Sur le plan de la lutte contre le dérèglement climatique, la FAO fixe comme objectifs de baisser de 25 % les émissions de gaz à effet de serre issues des systèmes agroalimentaires en 2030, que ceux-ci deviennent neutres en CO2 en 2035, et de diminuer de moitié les émissions de méthane en 2045. L’objectif est que l’agriculture devienne un puits de carbone net en 2050.

### Santé publique: une déclaration Climat et Santé ambitieuse
La COP28 est la première COP à discuter de l’impact du changement climatique sur la santé publique. Une réunion préparatoire à la COP organisée par l'OMS en septembre 2023 à New York et réunissant des chefs d’État et des experts de la santé et du climat a présenté les enjeux. Un décès sur quatre peut être attribué à des causes environnementales évitables, l’OMS estimant que 250 000 personnes supplémentaires meurent chaque année en raison du changement climatique. La hausse des températures, les phénomènes météorologiques extrêmes, la pollution de l’air, les incendies de forêt et la détérioration de la sécurité de l’eau, de la terre et de l’alimentation entraînent des pertes de vie et ont un impact négatif sur les maladies infectieuses, les maladies liées à la chaleur, les maladies non transmissibles et les issues défavorables de la grossesse. Les conséquences du changement climatique sur la santé ont en outre d’importantes ramifications économiques. La Banque mondiale estime que jusqu’à 132 millions de personnes tomberont dans la pauvreté d’ici 2030 en raison des effets directs du changement climatique sur la santé, et qu’environ 1,2 milliard de personnes seront déplacées d’ici 2050
Le 3 décembre, 123 pays adoptent une déclaration visant à promouvoir des mesures visant à réduire les émissions et les déchets dans le secteur de la santé (adaptation contre les maladies et les risques sanitaires sensibles au climat, lutte contre les inégalités au sein des pays et entre eux, collaboration internationale),,.

### Nature, utilisation des sols, océans

#### Crise de l'eau: vers une gouvernance mondiale
Pour lutter de manière coordonnée contre la crise mondiale de l’eau due aux effets du changement climatique, de la perte de la biodiversité et de la pollution, la Conférence des Nations unies sur l'eau de mars 2023 a programmé diverses échéances dont la Conférence des Nations unies sur l’eau en 2026. La COP28 constitue une première étape, suivie par le One Water Summit en septembre 2024.

#### Rivières, lacs et zones humides: coalition Freshwater
la France a rejoint la coalition Freshwater, lancée en mars 2023 par 6 pays (Colombie, République démocratique du Congo, Équateur, Gabon, Mexique et Zambie) qui vise à restaurer les rivières, les lacs et les zones humides dégradés,.

#### Préservation des forêts tropicales
Le président brésilien Lula a promis d'éradiquer la déforestation illégale d’ici à 2030,. Le gouvernement brésilien présente ainsi à la COP28 deux propositions, l'une consistant à récupérer près de 40 millions d'hectares de terres dégradées pour doubler la production, l'autre sur le plan international, de création d'un Fonds international de préservation des forêts tropicales dans 80 pays,.
Parallèlement plusieurs partenariats dans le domaine de la préservation des forêts sont annoncés par la France. La signature de deux partenariats à hauteur de 150 millions de dollars (138 millions d’euros) avec la Papouasie-Nouvelle-Guinée (100 millions de dollars) et la République du Congo (50 millions de dollars) est annoncée le 2 décembre 2023. Puis le 9 décembre est annoncé un partenariat entre l'Union européenne, la France et la République du Congo pour la préservation des écosystèmes forestiers.

#### Océans: des sentiments mitigé, malgré des avancées
À l’occasion du Forum des dirigeants de l'UICN et à l’approche de la COP28, la communauté océanique, réunie en octobre 2023 dans le cadre du Partenariat de Marrakech pour l’action climatique mondiale avait lancé les « Percées océaniques », des voies de transformation couvrant cinq secteurs océaniques clés, où l’accélération de l’action et des investissements pourrait permettre de réduire jusqu’à 35 % les émissions de GES et de contribuer à un avenir résilient, positif pour la nature et la neutralité carbone d’ici 2050. Les attentes de la communauté océanique étaient donc élevées à l'égard de cette COP et, bien que de nombreuses parties prenantes aient des sentiments mitigés quant à ses résultats, des avancées notables ont été réalisées, fournissant aux États une feuille de route claire pour ajuster leurs trajectoires climatiques. Avec l’inclusion de l’océan dans les lignes directrices et les voies à suivre, le résultat de la déclaration finale notamment de la CMA 5 souligne clairement le rôle crucial de l’océan dans la réponse mondiale nécessaire pour corriger le tir afin d’atteindre les objectifs à long terme de l’Accord de Paris,.
La France, qui exercera avec le Costa Rica la présidence de la 3e Conférence des Nations unies pour les Océans qui se tiendra à Nice en juin 2025, est intervenue dans plusieurs événements à ce titre et s’est exprimée en faveur de l’établissement d’un panel intergouvernemental des sciences océaniques. Dans le cadre d'un évènement qui promeut l’objectif de zéro déchet en milieu marin, elle a rappelé la mobilisation pour un traité international contraignant pour mettre fin à la pollution plastique. Le plastique contribue en effet non seulement à la crise climatique à travers les émissions de son industrie mais aussi à l’effondrement de la biodiversité par les effets de sa pollution.

### Genre et changement climatique
La décision sur l'égalité des sexes lors de la COP28 représente une réalisation historique pour faire progresser les droits et l'autonomisation des femmes dans le contexte du changement climatique. La décision comprend les éléments clés suivants :

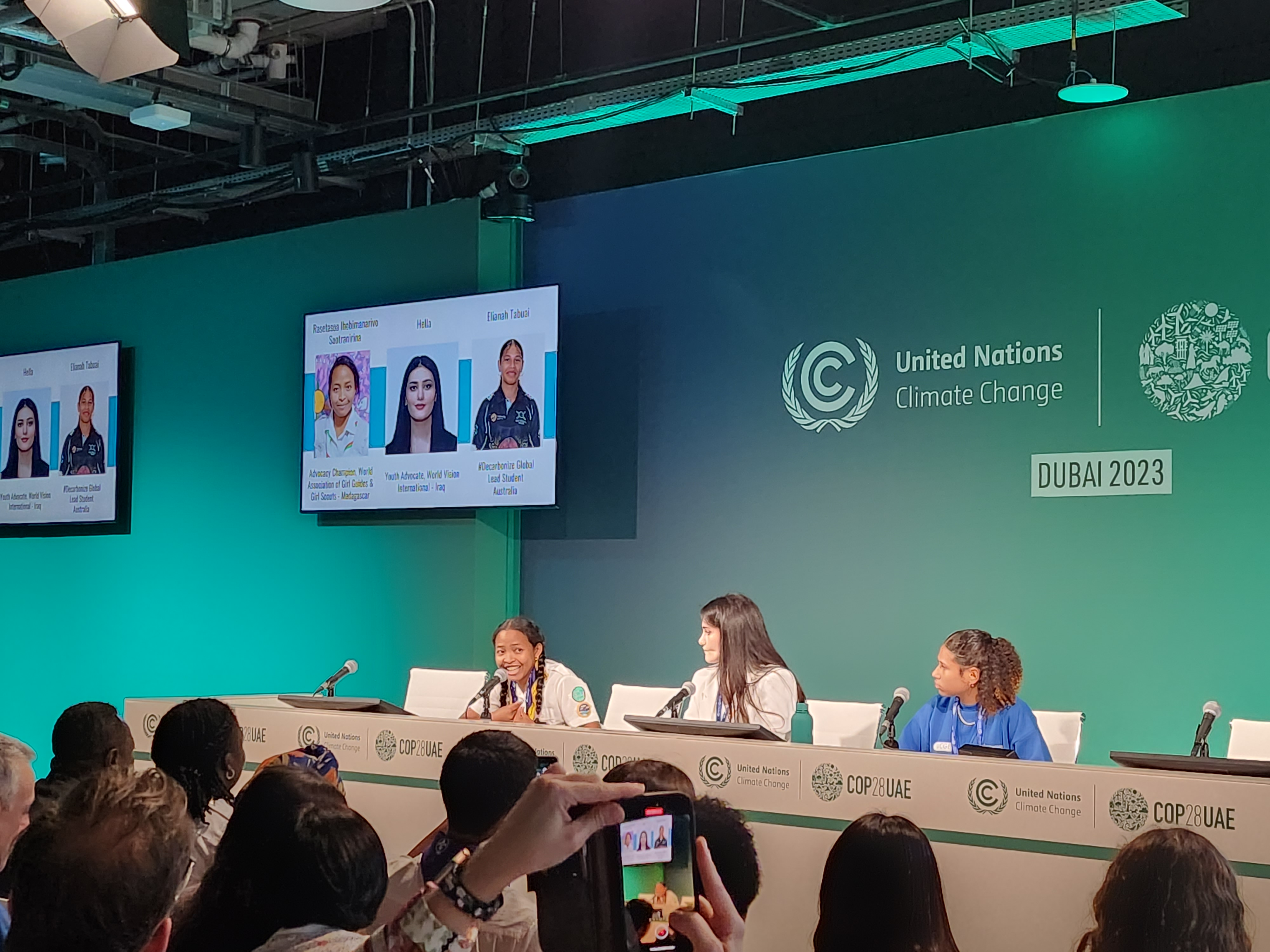
La voix des filles à la COP28

- Le lancement du Partenariat pour des transitions justes et une action climatique sensible au genre, approuvé par 68 parties, qui vise à garantir la participation égale des femmes aux processus de la CCNUCC, à promouvoir une action climatique sensible au genre et à conduire la transformation nécessaire pour atteindre les objectifs de la Accord de Paris[94].
- L'adoption du programme de travail quinquennal amélioré de Lima sur l'égalité des sexes et de son Plan d'action sur l'égalité des sexes (GAP), qui fournit un cadre pour la mise en œuvre de politiques et de mesures sensibles au genre dans tous les domaines de l'action climatique.
- L'adoption de l'évaluation intermédiaire de la mise en œuvre du GAP et des amendements au GAP, qui reflètent les derniers développements et défis dans le domaine du genre et du changement climatique.
- L'organisation de différents événements et dialogues sur le genre et la transition juste, le genre et la finance, le genre et les données, et le genre et la justice environnementale, qui ont présenté les bonnes pratiques, les défis et les opportunités pour renforcer l'égalité des sexes dans l'action climatique.

La décision sur l'égalité des sexes lors de la COP28 constitue un pas en avant important pour reconnaître et traiter les différents impacts du changement climatique sur les femmes et les hommes, et pour garantir que les femmes ont une voix et un choix pour façonner un avenir durable pour tous.

## Bilan de la conférence
Si le bilan de la COP ne pourra être tiré qu'après un certain délai, notamment au vu de la traduction ou non des engagements des pays dans leurs contributions nationales, de nombreux observateurs présentent la mention de la transition hors énergies fossiles dans la déclaration finale comme une avancée historique, mais à l'opposé le constat de la mauvaise trajectoire actuelle des gaz à effets de serre laisse craindre des difficultés de mettre en œuvre les engagements. De même la concrétisation de fonds pertes et dommages est assurément aussi une avancée, mais il apparaît aussi clairement que les financements ne sont pas à la hauteur, tant pour ce fonds que pour les fonds destinés à l'adaptation des pays en voie de développement au changement climatique.
| Année | COP   | Lieu            | Décision |
| ----- | ----- | --------------- | --- |
| 2015  | COP21 | Paris           | Maintenir l’augmentation des températures à 2°C, si possible 1,5°C (accord de Paris, entré en vigueur en 2016)                                                                                       |
| 2017  | COP23 | Bonn            | Intégration de l’agriculture aux débats (« dialogue de Koronivia ») |
| 2018  | COP24 | Katowice        | Règle commune de mesure, enregistrement et rapportage des progrès réalisés par chaque état dans leur réduction des émissions (« boite à outils »)                                                    |
| 2020  |       |                 | Première publication des objectifs de chaque État (« contributions déterminées au niveau national » CDN ou NDC en anglais)                                                                           |
| 2021  | COP26 | Glasgow         | Instauration d’un marché mondial du carbone ("article 6") |
| 2022  | COP27 | Charm el-Cheikh | Adoption d’un fonds pour « les pertes et dommages » provoqués par les impacts du changement climatique subis par les pays les moins avancés                                                          |
| 2023  | COP28 | Dubaï           | Publication du premier Bilan mondial - Mention d'une transition hors (« transition away ») des énergies fossiles dans la déclaration finale. Premières contributions au fonds « pertes et dommages » |

## Critiques

### Conflits d'intérêts
Les membres du Congrès des États-Unis d'Amérique ont écrit une lettre à l'envoyé spécial du Président pour le climat, John Kerry, pour lui demander de pousser les Émirats arabe unis à remplacer Sultan Al-Jaber, PDG du groupe pétrolier ADNOC, et envoyé spécial des Émirats arabes unis pour le changement climatique. Selon les législateurs américains, la décision de nommer Sultan Al-Jaber en tant que président de la prochaine conférence sur le changement climatique des Nations unies risque de mettre en péril les progrès accomplis en matière de climat au cours des dernières années. Selon les auteurs, les futures COP devraient exiger de toute entreprise participante qu'elle soumette une déclaration d'influence politique vérifiée qui révèle les activités de lobbying liées au climat, les contributions aux campagnes et le financement de groupes commerciaux et d'organisations actives dans le domaine de l'énergie et du climat. Les COP ne doivent pas servir de tribune à l'écoblanchiment,.
Le cabinet McKinsey & Company conseille les plus grands groupes pétroliers mondiaux, comme l'américain ExxonMobil ou le saoudien Aramco. À l'occasion de la COP28, il fournit gracieusement les organisateurs émiratis de la conférence en études. Les documents prospectifs qu'il a fournis aux organisateurs émiratis sont en contradiction avec les objectifs de réduction des énergies fossiles affichés publiquement par le cabinet pour la COP28. Le plan de transition fourni aux organisateurs émiratis « donne l’impression d’avoir été écrit par l’industrie pétrolière, pour l’industrie pétrolière ».

### Droits de l'homme
Le 19 juin 2023, des militants des droits de l'homme se sont réunis à Londres devant l'ambassade des Émirats arabe unis pour exprimer leur désapprobation de la décision d'accueillir la conférence COP28 aux Émirats arabes unis. La manifestation a attiré l'attention sur la situation des ÉAU sur les droits humains ainsi que sur les inquiétudes concernant sa politique climatique,.
Le 30 août 2023, quelques mois avant la COP28, 19 ONG ont appelé les États-Unis à faire pression sur les Émirats arabes unis afin de libérer Ahmed Mansoor, détenu depuis 2017 pour avoir critiqué le gouvernement émirati sur les réseaux sociaux,.
Le 30 septembre 2023, un collectif de 180 représentants d'entreprises lance un appel au boycott de la COP28 afin d'interpeller les États pour « réinventer le modèle de ces conférences et à les placer sous la protection des Nations unies ».
Le 20 octobre 2023, FairSquare, un groupe de recherche et de défense des droits de l'homme, a obtenu des preuves de plus d'une douzaine de travailleurs migrants d'Afrique et d'Asie travaillant à l'extérieur dans trois sites COP28 début septembre, alors que les températures atteignent 42 °C (107F) à Dubaï. Selon des preuves visuelles et des témoignages, les migrants travaillaient dans une chaleur extrême et une humidité à deux jours séparés le mois dernier lors de « l'interdiction de midi ».
Selon Amnesty International, les défenseurs des droits de l'homme et d'autres membres de la société civile des ÉAU, y compris ceux présents à la COP28, peuvent continuer d'être la cible des logiciels malveillants. Cependant, les ÉAU se sont engagés à offrir une plate-forme pour les voix des militants. De plus, les autorités des ÉAU ne doivent pas s'engager dans une surveillance électronique illégale des participants à la conférence ainsi que de tous les ressortissants et résidents émiratis.
Le 30 novembre 2023, l'ONG Human Rights Watch a appelé les Nations unies à aborder la répression des droits de l'homme des Émirats arabes unis et à arrêter les plans d'expansion des combustibles fossiles, car les pays se réunissent pour la conférence annuelle du climat des Nations unies à Dubaï.
Selon un document divulgué obtenu par The Guardian, les Émirats arabes unis avaient compilé un ensemble complet de points de discussion pour les organisateurs pour résoudre «des questions sensibles et controversées», en particulier en ce qui concerne les archives climatiques du pays et les préoccupations des droits de l'homme, y compris le conflit au Yémen et les instances des instances de traite des êtres humains.

### Lobbyistes
Cette édition de la COP28 est celle qui permet au plus grand nombre de lobbyiste représentant les sources d'énergie fossile de s'exprimer. En effet, la COP28 rassemble 2456 lobbyistes contre 636 pour la COP27 et 503 pour la COP26 selon un rapport de l'ONG Global Witness.
Le 1er septembre 2023, un enregistrement d'une réunion de février entre des représentants des Émirats arabes unis et des organisateurs du sommet est divulgué, révélant que les Émirats ont géré leur image mondiale grâce à des contrats avec des sociétés de relations publiques, des lobbyistes et des spécialistes des médias sociaux du monde entier,.